# Gadabédji
Gadabédji (auch: Gadabéji) ist eine Landgemeinde im Departement Bermo in Niger.

## Geographie

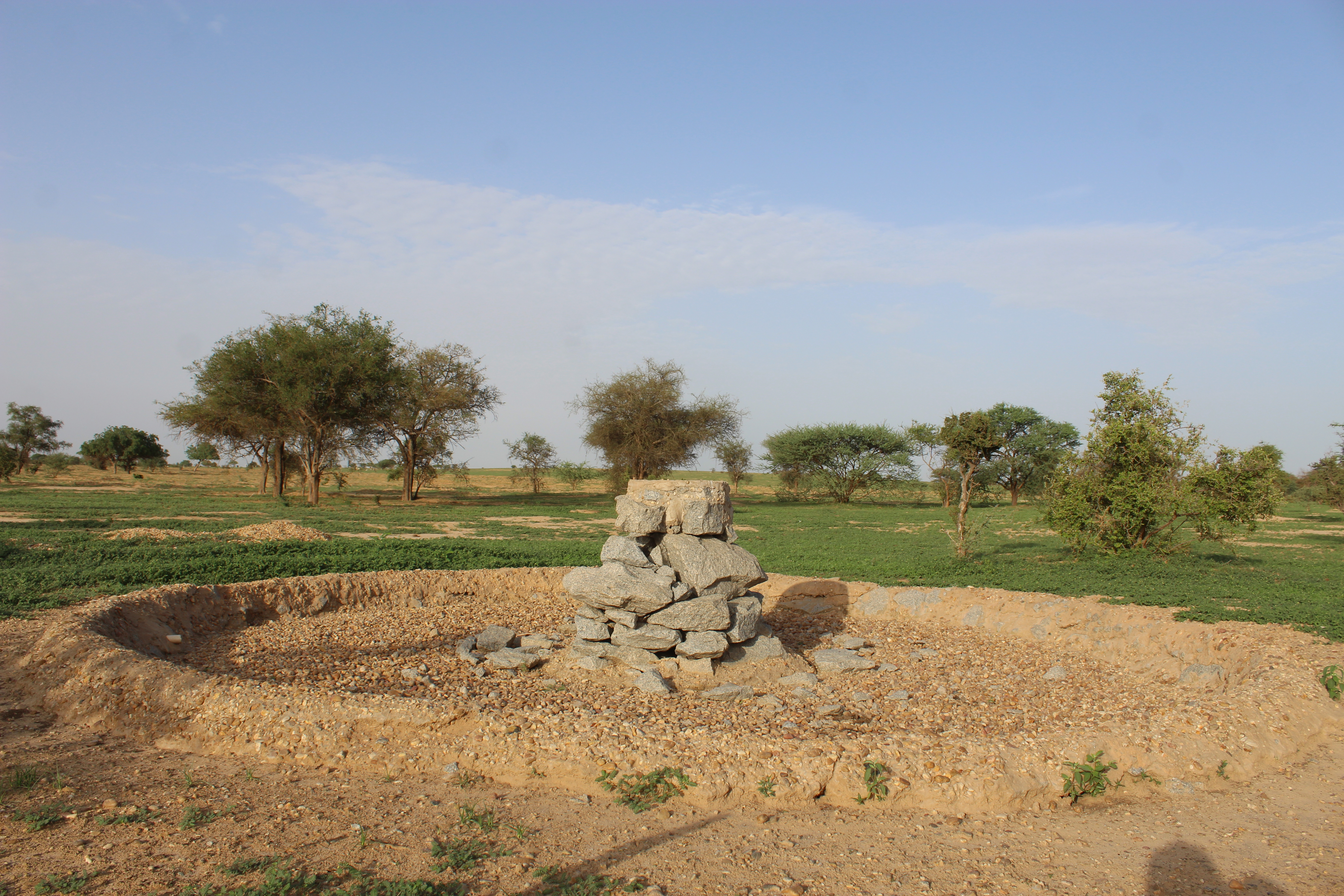
Weidegebiet in Gadabédji (2023)

Gadabédji liegt in der nördlichen Sahelzone. Die Nachbargemeinden sind Ingall im Norden, Tarka im Osten, Tagriss im Südosten, Bader Goula im Süden und Bermo im Westen.
Bei den Siedlungen im Gemeindegebiet handelt es sich um 59 Dörfer, 27 Weiler und 12 Lager. Der Hauptort der Landgemeinde ist das Dorf Gadabédji. Es liegt auf einer Höhe von 408 m.
Im Norden des Gemeindegebiets befindet sich das Gadabédji-Reservat, ein 68.000 Hektar großes Naturschutzgebiet, das 1955 gegründet wurde. Innerhalb des Reservats, beim Dorf Tiguitout, liegt der 69,5 Hektar große See Mare de Tiguitout.

## Geschichte
Die Landgemeinde Gadabédji entstand als Verwaltungseinheit 2002 im Zuge einer landesweiten Verwaltungsreform in einem zuvor gemeindefreien Gebiet im Norden des Departements Dakoro. Seit 2011 gehört die Landgemeinde nicht mehr zum Departement Dakoro, sondern zum neugeschaffenen Departement Bermo.

## Bevölkerung
Bei der Volkszählung 2012 hatte die Landgemeinde 21.513 Einwohner, die in 2.978 Haushalten lebten. Bei der Volkszählung 2001 betrug die Einwohnerzahl 3.818 in 585 Haushalten.
Im Hauptort lebten bei der Volkszählung 2012 816 Einwohner in 111 Haushalten, bei der Volkszählung 2001 657 in 101 Haushalten und bei der Volkszählung 1988 1.344 in 229 Haushalten.
In ethnischer Hinsicht ist die Gemeinde ein Siedlungsgebiet von Fulbe und Tuareg.

## Politik

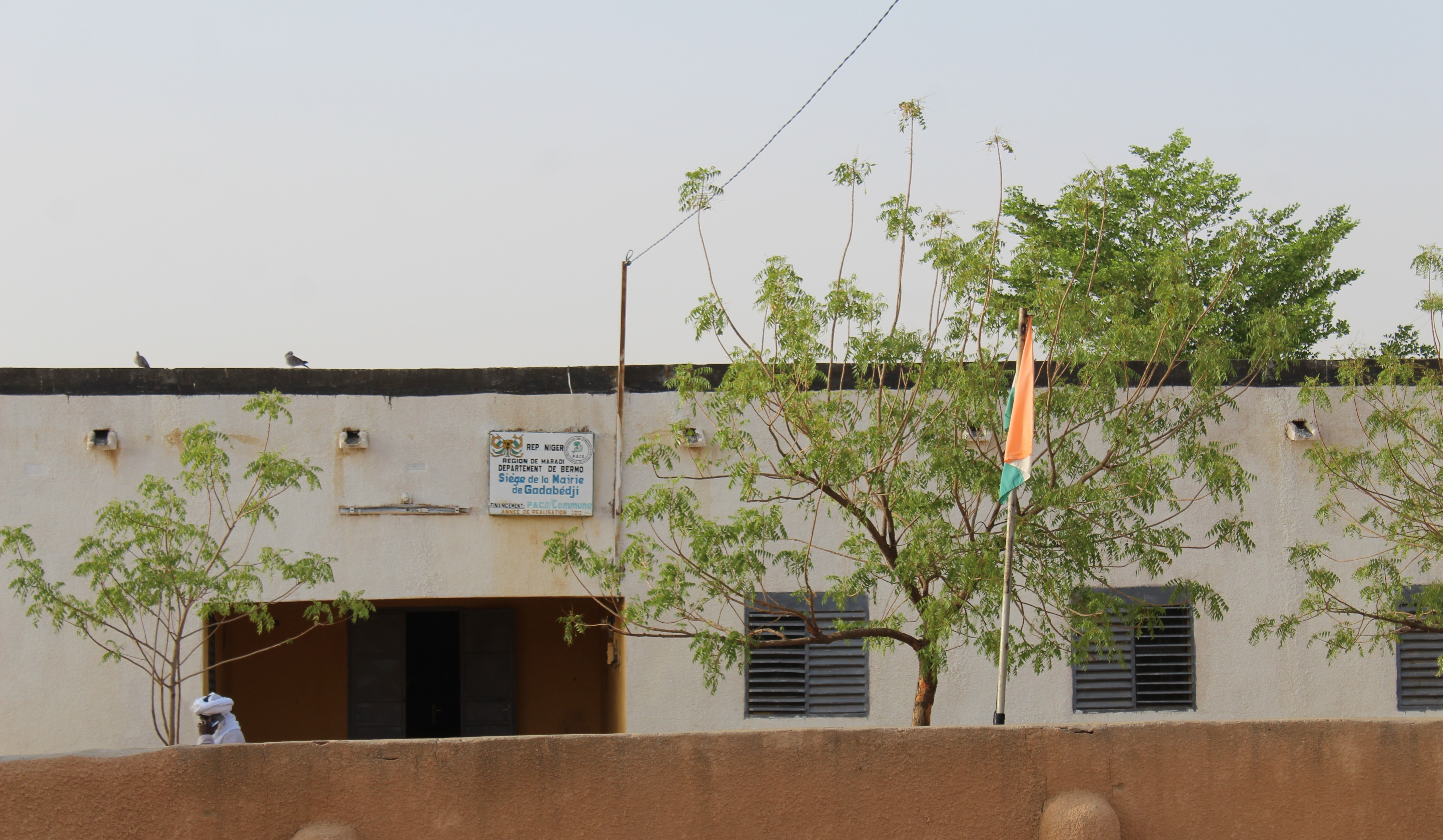
Rathaus von Gadabédji (2023)

Der Gemeinderat (conseil municipal) hat 11 Mitglieder. Mit den Kommunalwahlen 2020 werden alle Sitze im Gemeinderat von der Partei PNDS-Tarayya gehalten.
Traditionelle Ortsvorsteher (chefs traditionnels) stehen an der Spitze von 58 Dörfern in der Gemeinde, darunter dem Hauptort.

## Wirtschaft und Infrastruktur
Die Gemeinde liegt am Übergang einer Zone, in der Agropastoralismus betrieben wird, zur Zone der reinen Weidewirtschaft des Nordens. Im Hauptort ist ein Gesundheitszentrum des Typs Centre de Santé Intégré (CSI) vorhanden. Der CEG Gadabédji ist eine allgemein bildende Schule der Sekundarstufe des Typs Collège d’Enseignement Général (CEG). Beim Centre de Formation aux Métiers de Gadabédji (CFM Gadabédji) handelt es sich um ein Berufsausbildungszentrum.